# Campionati europei di ginnastica artistica femminile 2014 - Trave (Juniores)

## Qualificazione
|    | Ginnasta            | Nazione       | Punteggio |
| -- | ------------------- | ------------- | --------- |
| 1  | Angelina Mel'nikova | Russia        | 14,400    |
| 2  | Anda Butuc          | Romania       | 14,066    |
| 3  | Andreea Iridon      | Romania       | 13,933    |
| 4  | Catherine Lyons     | Gran Bretagna | 13,700    |
| 5  | Seda Tutchaljan     | Russia        | 13,566    |
| 6  | Teal Grindle        | Gran Bretagna | 13,500    |
| 7  | Tabea Alt           | Germania      | 13,500    |
| 8  | Axelle Klinkaert    | Belgio        | 13,266    |
| R1 | Nina Derwael        | Belgio        | 13,066    |
| R2 | Loan His            | Francia       | 13,033    |
| R3 | Camille Bahl        | Francia       | 12,925    |